# Mylomys rex
Mylomys rex es una especie de roedor de la familia Muridae.

## Distribución geográfica
Se encuentra sólo en Etiopía.